# Açoita-cavalo-graúdo
Açoita-cavalo Graúdo (Luehea grandiflora Mart. & Zucc.; Tilioideae) é uma árvore brasileira.